# Saltsjö-Duvnäs
Saltsjö-Duvnäs est une localité de la commune de Nacka dans la banlieue de Stockholm en Suède.
Saltsjö-Duvnäs est un quartier résidentiel situé sur Sicklaön dans la partie centrale de la municipalité de Nacka, dans le comté de Stockholm, par Skurusundet. Duvnäs doit son nom à la ferme de Duvnäs, qui remonte au Moyen Âge et est mentionnée par écrit dès 1436. La gare de Saltsjöbanan à Duvnäs a été inaugurée en 1893, ce qui a ouvert la voie au développement de villas qui caractérise la région depuis lors. Parmi les villas, on trouve de nombreux exemples bien conservés de bâtiments somptueux datant des années 1910 et 1920. Au nord de Saltsjö-Duvnäs se trouvent les quartiers résidentiels plus jeunes de Duvnäs utskog, Ekängen et Skuru. Au sud, Saltsjöbadsleden et Erstaviksskogen se poursuivent.

## Les débuts
L'histoire de la ferme de Duvnäs remonte au moins au Moyen Âge : la première mention écrite figure dans une lettre royale de privilège datant de 1436. De 1557 à 1749, Duvnäs était une métairie de l'hôpital de Danviken, et une carte des années 1690 montre une auberge à Kolbotten. Au cours du XVIIIe siècle, l'aubergiste comptait parmi ses clients plusieurs personnalités, dont Carl Gustaf Tessin et Märta Helena Reenstierna, l'épouse d'Årsta, qui mentionnent l'auberge dans leurs journaux intimes. Au XVIIIe siècle, il y avait également un moulin et une briqueterie dans la région.
À la fin des années 1740, l'industriel Robert Finlay est arrivé à Duvnäs et a fait construire la ferme Duvnäs Lower, qui est toujours préservée. La ferme est aujourd'hui résidentielle, mais elle a été construite comme bâtiment industriel pour Finlay, qui fabriquait des aiguilles et disposait d'une forge pour fabriquer des serrures. L'entreprise a fait faillite et Finlay a quitté Duvnäs en 1771. Au cours du XIXe siècle, les propriétaires changent, notamment les marchands Jacob Dubbe (1823-44) et Jacob Adolf Hägg (1844-63). En 1863, la famille Hägg vend à Robert Herman Küsel qui, en 1907, transfère 175 hectares de la propriété de Duvnäs à AB Saltsjö-Dufnäs Villatomter pour 1 million de couronnes suédoises. L'artiste Olle Nyman, petit-fils de Robert Küsel, est né dans la ferme supérieure. Olle Nyman est resté à Saltsjö-Duvnäs et son atelier ainsi que les bâtiments de la ferme sont aujourd'hui la propriété d'une fondation. Des expositions sont aujourd'hui organisées à la ferme (voir Ateliers et maison d'artiste d'Olle Nyman). 
Outre les bâtiments anciens préservés, la ferme inférieure de Duvnäs et les bâtiments individuels comprennent également la ferme supérieure de Duvnäs, bien qu'elle ne soit pas dans son état d'origine. Le bâtiment principal de la ferme supérieure a brûlé dans les années 1830, et une aile qui est conservée aujourd'hui a été reconstruite comme nouveau bâtiment principal. La ferme supérieure comprend également une orangerie, ainsi que d'anciens logements pour les employés, situés parallèlement au bâtiment principal, sur une pente descendant vers l'eau. À Strandpromenaden 63 se trouve une ancienne grange, aujourd'hui transformée en logements et appelée Långa Raden.

## Le quartier des villas
Saltsjö Duvnäs est l'un des nombreux quartiers de villas qui se sont développés le long de la nouvelle ligne de chemin de fer de Saltsjö. La tâche de planifier la nouvelle communauté de villas a été confiée à l'éminent urbaniste Per Hallman, qui a élaboré un plan basé sur un réseau de rues et de routes qui suivaient le terrain vallonné. Les plans de Hallman ont été largement réalisés et ont été conservés. Hallman avait également prévu une église, une place et une halle de marché, qui n'ont jamais vu le jour. L'une des idées de Hallman qui a été réalisée, cependant, était de préserver les bâtiments plus anciens et d'en faire un élément naturel de la zone,. Ringparksstugan, construit en 1907, était à l'origine une petite halle de marché. Les commerçants de Klarahallen, à Stockholm, venaient y faire leur marché quelques jours par semaine. Plus tard, les locaux de la halle ont été loués pour divers commerces et, en 1916, le chalet est devenu le centre communautaire de Saltsjö-Duvnäs. Depuis lors, la maison et le Ringparken sont le lieu de rassemblement naturel des habitants de Duvnäs pendant les fêtes de l'année. 
Le quartier compte de nombreuses villas bien conservées datant de la première période de développement, de 1908 à 1925. Les bâtiments reflètent les tendances architecturales de l'époque, en particulier le romantisme national et l'Art nouveau, qui sont richement représentés. Les villas du romantisme national se caractérisent par de grands volumes lourds avec de grandes pentes de toit, souvent brisées, et des fenêtres à meneaux avec de petits carreaux. Elles sont souvent revêtues de boiseries, peintes en jaune et rouge ou teintées en brun foncé. La combinaison de nombreuses villas bien conservées, de grandes parcelles non découpées et d'un ancien réseau routier préservé fait que Duvnäs est considérée comme une zone de villas très intéressante d'un point de vue culturel et historique.
Tomtbolaget fait construire des villas à titre spéculatif et l'architecte de la société, Carl Kempendahl, qui joue également le rôle de conseiller et de directeur de la construction, est chargé de la conception. Outre les villas spéculatives, il conçoit également des maisons pour le compte de propriétaires et devient l'un des architectes les plus prolifiques de la communauté des villas neuves. En 1911, il conçoit également sa propre villa (Arkitektvillan) à Knut Pernos väg 12. Parmi les villas, citons Majgården, architecte inconnu (1909), Villa Ragnar Thiel, architecte Elis Benckert (1912) et Villa Sjögren, architecte Höög & Morssing (1911) .
Un bâtiment très inhabituel à Saltsjö-Duvnäs est la Villa Cajanus, une imposante maison en pierre construite en 1914-1915 selon les plans de l'architecte Carl Kempendahl pour servir de résidence privée au diplomate finlandais Werner Cajanus. Parmi les bâtiments plus récents, citons la Villa Öhman, conçue en 1929 par Sven Markelius (depuis 1970, résidence de l'ambassadeur du Kenya à Stockholm) et la Villa Nilsson à Duvnäsvägen 54, conçue en 1948 par l'architecte Ralph Erskine. Dans les années 1960, la partie de l'ancien parc qui appartenait à la ferme Duvnäs a été aménagée. Malgré l'opposition des voisins, deux zones de maisons mitoyennes ont été construites sous Övre Gården en 1964-1967, l'une faisant face à Strandpromenaden et appelée Röda Raden, l'autre faisant face à Kristinavägen et appelée Vita Raden. Le promoteur était Ohlsson & Skarne et l'architecte Alvar Törneman.